# آلیشیا مارکووا
آلیشیا مارکووا (۱ دسامبر ۱۹۱۰ - ۲ دسامبر ۲۰۰۴) رقصندهٔ بالهٔ بریتانیایی بود.